# Cryptococcus marinus
Cryptococcus marinus är en svampart som först beskrevs av Uden & Zobell, och fick sitt nu gällande namn av Golubev 1981. Cryptococcus marinus ingår i släktet Cryptococcus och familjen Tremellaceae.   Inga underarter finns listade i Catalogue of Life.